# Злата Ковачевич
Злата Ковачевич (на сръбски: Злата Ковачевић или Zlata Kovačević) е югославска театрална актриса.

## Биография
Родена е на 2 февруари 1905 година в южномакедонския град Битоля, тогава в Османската империя. Завършива шести гимназиален клас. За пръв път излиза на сцена в 1927 година в Градския театър в родната си Битоля, която вече е в Кралството на сърби, хървати и словенци. В сезона 1927/1928 година играе в Скопие, а от 1928 до 1930 година отново се връща на битолска сцена. От 1930 до 1931 година играе при Роберт Матиевич, от 1931 до 1933 година в Народния театър в Баня Лука, от 1933 до 1935 година в белградския Малък театър на Душан Животич, от 1935 до 1939 година в новосадските Сръбски народен театър и Народен театър на Дунавската бановина, от 1939 до 1941 година отново играе в Баня Лука. По време на Втората световна война играе в театъра на Душан Животич. След войната от 1945 до 1953 година е членка на Народния театър в Титово Ужице, а от 1953 година до пенсионирането си в 1954 година играе на сцената на Народния театър в Лесковац.
Сред известните роли на Злата Ковачевич са председателката в „Нашият поп при богатите“ на Клеман Вотел, Лауцкая в „Пътят на цветята“ на Валентин Катаев, Мара в „Д-р“ от Бранислав Нушич, Ана в „Хора на плаващия лед“ от Вилем Вернер, Лаура Ивановна във „Възкресение“, Савета „Път около света“ от Бранислав Нушич, Ката в „Кощана“ на Борисав Станкович, Марица в „Джидо“ на Янко Веселинович, Чаповица в „Селският нехранимайко“ на Еде Тот, Ана Оношенковая във „Васа Железнова“ на Максим Горки, Смиля в „Измама“ на Милован Глишич.
Омъжена е за суфльора и актьор Йован Ковачевич. Синът им Любиша Ковачевич също е актьор.